# Ан-418
Ан-418 — проект советского дальнемагистрального широкофюзеляжного двухпалубного авиалайнера большой вместимости, разработанный конструкторским бюро Антонова.
Проект долгое время находился в заброшенном состоянии и до настоящего времени не реализован. Являлся по сути пассажирской версией Ан-124 «Руслан», позаимствовав у него основные детали фюзеляжа, однако в отличие от грузового самолета, имел нижнее расположение крыла. В начале 1990-х проект был закрыт. Многие наработки по проекту Ан-418 после развала СССР были переданы западным фирмам и легли в основу проекта A-380. Серийно самолет не выпускался, существовал только как уменьшенная модель.
Топливная эффективность: 25-26 грамм/пассажир на километр. Пассажировместимость: до 800 человек (в одноклассной версии).